# NGC 5685
NGC 5685 في الفهرس العام الجديد، هي مجرة، تقع في كوكبة العواء. اكتشفت في 11 مايو 1883 بواسطة إدوارد ستيفان.

## روابط خارجية
- NGC 5685 على موقع ويكي سكاي: DSS2, SDSS, GALEX, IRAS, Hydrogen α, X-Ray, Astrophoto, Sky Map, Articles and images